# Annonsblad för Industri, Handtverk och Handel
Annonsblad för Industri, Handtverk och Handel var en dagstidning utgiven i Göteborg från den 19 november 1896; nr 2 kom den 11 december till den 26 november 1897. Tidningen fortsattes av Praktisk Tidning och Annonsblad för industri, handtverk och handel från 3 december 1897.
Tidningen tycktes hos David Felix Bonnier med antikva. Tidningen hade titelvinjett och illustrationer. Den kom ut med ett nummer i veckan på åtta sidor i folioformat med fem spalter på satsytan 47 x 32,5 cm till priset av 1 krona.
Utgivningsbevis för tidningen utfärdades för Hjalmar Tornblad den 20 oktober 1896.